# Truls Möregårdh
Truls Carl Eric Möregårdh, född 16 februari 2002 i Hovmantorp, är en svensk bordtennisspelare med Hovmantorp GoIF som moderklubb. Hans största merit är ett silver från OS 2024, som dessutom blev Sveriges första OS-medalj i bordtennis sedan 2000. Han tog även silver i VM 2021, detta efter att ha förlorat finalen i fyra raka set mot kinesiske världsettan Fan Zhendong. Möregårdh har också ett guld från internationella mästerskap i lag-EM i Malmö 2023, och två brons; från VM 2018 och EM 2019.
Möregårdh är högerhänt och använder likt de flesta européer racketgreppet ”handskaksfattning”. Han har uppmärksammats för att spela med en sexhörnig bordtennisracket.

## Karriär
Möregårdh var 10 år då han vann sitt första Euro Mini Champs (officiella EM för 11-åringar) och tog även följande år guld i samma tävling. Truls och hans äldre bror Malte är pingisfostrade i BTK Frej samt  Dänningelanda  BTK, Växjö. När han var 12 år beslutade hans familj att flytta till Eslöv i Skåne för att stötta honom i bordtennissatsningen. Han blev den yngste spelaren någonsin i Champions League när han debuterade 2016. Möregårdh vann silver i junior-VM 2017 och 2019 samt guld i junior-EM 2019 och samma år blev han, som 17-åring, yngst genom tiderna att vinna SM-guld för seniorer. Han har också vunnit dubbla guld vid det svenska juniormästerskapet.
Den 29 november 2021 blev Möregårdh vid VM i Houston, Texas, den första svenska tonåringen att ta medalj sedan Stellan Bengtssons VM-guld i Nagoya 1971. Möregårdh var inför turneringen rankad som nummer 77 i världen och blev därmed den lägst rankade spelaren någonsin att ta sig till en VM-final. Truls Möregårdh var också en del av det vinnande laget i lag-EM i bordtennis i Malmö 2023. Det var då första gången på hela 21 år som Sverige stod som segrare i lagsammanhang i bordtennis. I Sveriges lag ingick även Mattias Falck, Anton Källberg, Kristian Karlsson och Jon Persson. Jörgen Persson var förbundskapten.
Den 4 augusti 2024 vann Möregårdh silver i OS i Paris där han mötte kinesiske Fan Zhendong i finalen. I turneringen slog Möregårdh bland annat ut världsettan Wang Chuqin och brasilianske Hugo Calderano. I finalen väntade Fan Zhendong som, likt VM 2021, stod i vägen för guldet och vann med fyra set mot ett, vilket resulterade i en silvermedalj för Möregårdh.

## Meriter
- SM-guld som senior (singel) 2019 och 2021
- Brons i lag-EM 2019
- Guld i junior-EM 2019
- Brons i lag-VM 2018
- Silver i junior-VM 2017 och 2019
- Silver i VM 2021
- Guld i lag-EM 2023
- Silver i OS 2024
- Silver i lag-OS 2024